# Decimal
Decimal in informatica, è un modo per rappresentare i numeri utilizzato da alcuni linguaggi di programmazione adatto per calcoli in ambito finanziario e contabile.
Con la normale rappresentazione in virgola mobile, usata per esempio per il tipo double del linguaggio C non è possibile rappresentare i numeri decimali in modo esatto: 0,1 verrà in realtà memorizzato come 0,10000000000000001. 
Nell'ambito dei calcoli scientifici, questo non rappresenta un problema in quanto i valori sono comunque affetti da un errore gli algoritmi stessi forniscono risultati approssimati.
Nella matematica finanziaria invece piccole variazioni del genere, possono avere grosse ripercussioni. In generale il linguaggio principe per questo ambito è il vecchio Cobol, che supporta i numeri di tipo Decimal in modo nativo.
I numeri sono salvati in una codifica differente che anche se molto più lenta per fare i calcoli, non presenta problemi di arrotondamento.
Questa rappresentazione è disponibile anche in REXX e dalla versione 2.4 in Python.